# Río Vena
El río Vena es un río español, afluente del río Arlanzón, perteneciente a la cuenca hidrográfica del Duero en la península ibérica.
Recorre la zona este central de la provincia de Burgos de este a oeste, a lo largo de 25,7 km desde su nacimiento en el municipio de Arlanzón (entre las localidades de Villamórico y Galarde), hasta su desembocadura en el río Arlanzón, en el centro de la ciudad de Burgos.
Este afluente del principal río de la ciudad de Burgos es el causante de las dos mayores riadas que ha sufrido la ciudad y en los arcos del ayuntamiento se pueden ver en sendas marcas los niveles de máxima avenida.
Pertenece a la Confederación Hidrográfica del Duero.
Recibe por su margen derecha al río Morquillas al oeste del barrio burgalés de Villímar.

## Recorrido
Nace en el paraje de Valdeagés, próximo a Galarde y al sur de la N-120, dentro del municipio del Arlanzón. Sin salir del municipio atraviesa las localidades de Villamórico, Santovenia de Oca, Agés.
Continúa por el término de Atapuerca donde recibe por su margen derecha el arroyo de San Juan proveniente de Barrios de Colina.
Atraviesa el término de Quintanapalla donde recibe por su margen derecha los arroyos Fuente Romera y Valdeherreros, antes de alcanzar el núcleo urbano de Rubena. Antes de abandonar este término atraviesa la AP-1 y entra en el de Burgos bordea por el norte el antiguo pueblo de Villafría de Burgos.
Ya en el término de Burgos recibe por la margen derecha el arroyo de Los Descalzos que baña el convento de San Esteban; por la izquierda el arroyo de Novillas proveniente de la Sierra de Atapuerca, paraje de Valdegrú. Una vez atravesado el antiguo pueblo de Villímar, que queda al norte, recibe por su margen derecha al río Morquillas, el cual se forma unos kilómetros antes por la unión de las aguas de los arroyos Hurones y Fuente Romera.
Bordea por el sur el sector V-2 y desde su extremo oriental ha sido canalizado, formando el conocido como parque Lineal del Vena que continúa hasta la Avenida de los Reyes Católicos y Plaza de España, que la atraviesa soterrada, para aparecer frente a la iglesia de San Lesmes continuando de nuevo soterrado desde el antiguo puente de las Viudas hasta su desembocadura en el río Arlanzón frente al Museo de la Evolución Humana, inaugurado en 2010.

## Parque Lineal del Vena
El Parque Lineal del Vena busca la integración del entorno vegetal de la ribera creando zonas de esparcimiento y ocio. Se desarrolla en seis fases y la tercera tiene una longitud de 600 metros y se han plantado más de 700 árboles y unos 1000 arbustos.